# 十二桥遗址

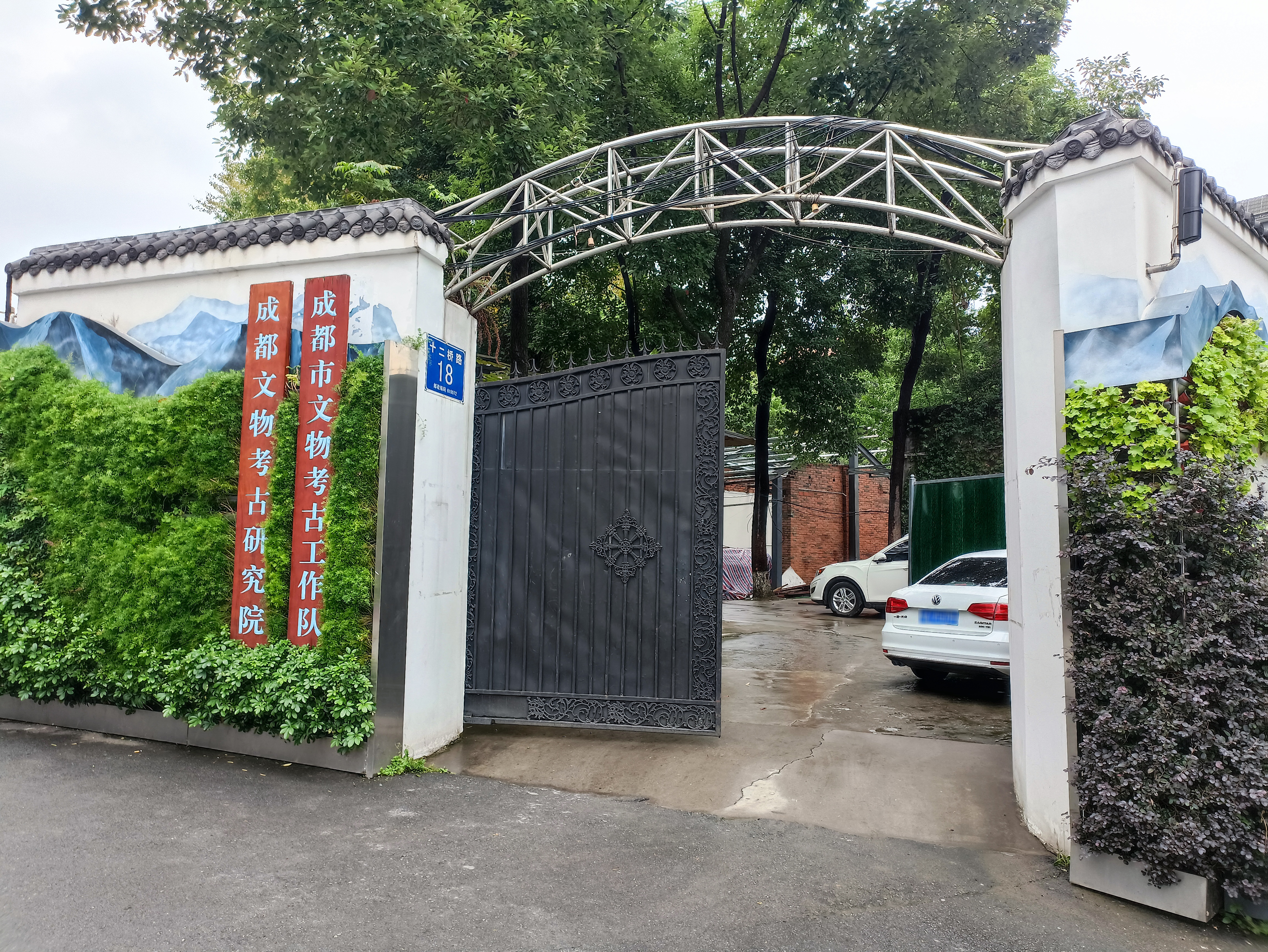
成都市文物考古研究院，十二桥遗址即位于该院落内

十二桥遗址，位于四川省成都市青羊区十二桥路南侧，成都市文物考古研究院（原成都博物院）院内，1985－1989年发掘，为一处重要的商周时期建筑遗存。1987年1月16日公佈為四川省第二批文物保護單位。2001年6月25日列為第五批全國重點文物保護單位。

## 遗址发掘
1985年底，当时的成都市干道指挥部在蜀都大道十二桥路南侧修建自来水、煤气公司综合大楼。施工至基坑时发现大量陶片和圆木构件。后经1986－1989年分两个阶段进行发掘，发掘面积1500平方米，认定遗址区域面积约1.9万平方米。遗址中发现大量保存较好的木结构建筑构件和小型干栏式木结构建筑构件等遗存。发掘完成后，遗址区域于1989年被覆土填埋保护。

## 意义与现状
十二桥遗址为成都市区中心的一处重要商周时期遗址，该文化被命名为十二桥文化，与后来2001年发掘的金沙遗址被认为是同一时期的文化遗存。十二桥遗址中商代木结构建筑遗存的发现，也为古代蜀地的的建筑形制、风格、营造技术等提供了宝贵的实物资料。
遗址处现在为成都博物院、成都市文物考古研究院和成都市文物考古工作队所在地。